# Gestacijska trofoblastična bolest
Gestacijska trofoblastična bolest je naziv za skupinu različitih bolesti koje su obilježene abnormalnom proliferacijom trofoblasta i novotvorinama podrijetla iz trofoblasta.      
Prema Svjetskoj zdravstvenoj organizaciji (engl. WHO) gestacijska trofoblastična bolest se klasificira u šest kategorija:
- kompletna hidatiformna mola - Mola hydatidosa completa
- parcijalna hidatiformna mola - Mola hydatidosa partialis
- invazivna mola - Mola invasiva
- tumor ležišta posteljice - Placental site trophoblastic tumor
- koriokarcinom - Choriocarcinoma
- ostale rijetke trofoblastične promjene